# In nome di Dio
In nome di Dio. La morte di Papa Luciani (titolo originale In God's Name: An Investigation into the Murder of Pope John Paul I) è un saggio di David A. Yallop sulla morte improvvisa di papa Giovanni Paolo I, ricostruita dal saggista inglese come un delitto.
Fu pubblicato nel 1984 dall'editore Bantam Books; da allora, ha venduto 6 milioni di copie ed è stato tradotto in 30 lingue.

## Pericoli potenziali
L'autore propone la teoria secondo la quale il papa era in "potenziale pericolo" a causa della corruzione esistente nell'Istituto per le Opere di Religione (IOR, Istituto di Opere Religiose, la più potente istituzione finanziaria del Vaticano, comunemente nota come la Banca del Vaticano), la quale deteneva un grosso pacchetto azionario del Banco Ambrosiano. Secondo quanto riportato nel libro di Yallop, la Banca Vaticana perdette una forte somma nel fallimento dell'istituto bancario milanese.

## Loggia P2
Secondo Yallop, questa corruzione fu reale ed è nota per aver coinvolto il capo della banca, Paul Marcinkus, insieme a Roberto Calvi del Banco Ambrosiano. Calvi era un membro della Loggia P2, una loggia massonica segreta. Egli, dopo la sparizione, fu trovato morto a Londra, poco prima che la storia della corruzione diventasse  pubblica. La sua morte fu inizialmente considerata suicidio e un secondo processo - richiesto dalla sua famiglia - terminò con un "verdetto aperto".
Il giorno precedente al ritrovamento del corpo di Calvi, anche la sua segretaria si suicidò, lasciandosi cadere dal quarto piano della sede centrale del Banco Ambrosiano a Milano. Venne rinvenuta una nota che accusava Calvi di aver portato la banca in discredito.
Yallop inserisce fra i sospettati anche l'arcivescovo John Patrick Cody di Chicago, che, secondo lui, papa Luciani era sul punto di sollevare dal governo dell'arcidiocesi di Chicago, e il cardinale Jean-Marie Villot, a causa delle sue presunte differenze teologiche rispetto al pensiero del nuovo papa.

## Teologia morale
Yallop riporta una serie di osservazioni fatte dal Papa, che indicava di ritenere la posizione della Chiesa sulla contraccezione ormai superata. In una conversazione con più persone, il Papa avrebbe indicato che un ripensamento dell'enciclica Humanae Vitae era necessario e che avrebbe dovuto consentirsi, in alcune occasioni, l'uso della pillola contraccettiva per ridurre la natalità ormai incompatibile con le limitate risorse della terra. Il defunto Papa sostenne queste osservazioni, con riferimento alla malnutrizione nel Terzo Mondo, con le parole "Dio non sempre provvede".

## Cardinali del Terzo mondo
Yallop riporta che Luciani venne eletto con largo supporto di cardinali del terzo mondo. Egli, prima dell'inizio del Conclave, aveva discusso con il gruppo dei cardinali del terzo mondo sull'opportunità di eleggere un papa che provenisse da quelle zone. In conclave questa figura venne individuata nel cardinale brasiliano Aloísio Lorscheider, ma quando la sua nomina non riuscì ad attirare un sostegno significativo, gli altri rappresentanti del terzo mondo riversarono i loro voti su Luciani, che almeno condivideva le loro simpatie.

## Dichiarazioni inaccurate
Il libro di Yallop prende in esame molte delle dichiarazioni inaccurate rilasciate dalle fonti vaticane dopo la morte di papa Luciani tra cui le richieste da parte di alcuni uomini della Curia per un'inchiesta sulla morte del Papa.

## Contrasti con il libro di John Cornwell
Le teorie di Yallop sono contraddette, secondo alcuni, dal successivo libro di John Cornwell che propone una cospirazione benigna per spiegare le discrepanze sulla versione ufficiale della morte del papa. Dopo decenni di polemiche è stato recentemente riportato che l'inchiesta sulla morte di Giovanni Paolo I sarebbe stata riaperta. 

## Viene il loro regno
A seguito del libro di Yallop, Robert Hutchinson scrisse nel 1997 Their Kingdom Come: Inside the Secret World of Opus Dei. Hutchison ritiene che alcuni prelati all'interno della Chiesa cattolica, che erano contrari alla versione dell'Opus Dei secondo la quale il papa era morto per un attacco cardiaco, pensavano che fosse stato avvelenato e avvalendosi della tesi di Yallop suggerivano che questa sorte poteva avere colpito Giovanni Paolo I.